# Siouxsie Sioux
Siouxsie Sioux (* jako Susan Janet Ballion; 27. května 1957, Londýn, Anglie) je britská zpěvačka. V roce 1976 spoluzaložila skupinu Siouxsie and the Banshees, v roce 1981 se stala členkou skupiny The Creatures, se kterou hrála až do roku 2005. V roce 2004 zahájila sólovou kariéru a v roce 2007 vydala své první sólové album s názvem Mantaray.